# Graveworm
Graveworm es una banda de black metal sinfónico formada en 1992 y cuyos miembros provienen de Italia.

## Biografía
Graveworm firmó por Serenades Records en 1997, la publicación su primer EP, Eternal Winds, en aquel mismo año. Durante su primer tour les acompañó Crematory, Therion y Lake of Tears, la banda promovió el álbum When Daylight's Gone.
En 1998 publicaron el EP Underneath The Crescent Moon destacando a Sarah Jezebel Deva (Cradle of Filth, Therion) en la canción "Awake...Thy Angels Of Sorrow." Graveworm también tocó en el Wacken-Open-Air (Alemania) con bandas como Children of Bodom, Cradle of Filth y Vader.
Su segundo álbum As The Angels Reach The Beauty fue terminada en 1999, y seguida por un tour europeo con Agathodaimon. El Scourge of Malice fue publicado en 2001, lo que permitió a la banda su primer tour de headliner junto con Dornenreich], Vintersorg y Darkwell. En 2002, ellos se cambiaron al sello alemán Nuclear Blast En este punto, Didi Schraffl (bajo) abandonó la banda y Harry Klenk (guitarra) fue substituido por Eric Treffel.
Junto con Righi, ellos produjeron Engraved in Black, que fue terminado en 2003, y mejorado con una versión de Losing My Religion de R.E.M.. Un poco después de su publicación, Stefan Unterpertinger (guitarra) se marcha y Lukas Flarer se une a la banda. También, Harald Klenk, el antiguo guitarrista y ahora el bajista, volvió a la banda.
En 2004, Graveworm tocó en "X-Mas Festival Tour" juntos con Destruction, Kataklysm y muchos otros. Martin Innerbichler (batería) se tomó un descanso para estudiar y fue sustituido por Moritz Neuner (antes en Darkwell y el batería de Shadowcast.) 
Lukas Flarer (guitarra) se ha ido de la banda por motivos personales y ha sido sustituido por Thomas "Stirz" Orgler.
En 2006, Graveworm emprendió un viaje por Norteamérica con Kataklysm, Destruction, The Absence y Vader.

## Formación

### Miembros actuales
- Stefano Fiori - voz (1997)
- Stefan Unterpertinger - guitarra (1997-2003) (2012)
- Martin Innerbichler - batería (1997)
- Florian Reiner - bajo (2011)
- Eric Righi - guitarra (2001)

### Miembros antiguos
- Sabine Mair - teclado (1997-2012)
- Harry Klenk - bajo (1997-2011)
- Thomas Orgler - guitarra (2005-2012)
- Lukas Flarer - guitarra (2003-2005)
- Didi Schraffl - bajo (1997-2001)
- Eric Treffel - guitarra (2001)

## Discografía
| Año  | Tipo de grabación | Título                                              | Discográfica      |
| ---- | ----------------- | --------------------------------------------------- | ----------------- |
| 1997 | Demo              | Demo 97                                             | Serenades Records |
| 1997 | EP                | Eternal winds                                       | Serenades Records |
| 1997 | Álbum             | When daylight's gone                                | Serenades Records |
| 1998 | EP                | Underneath the crescent moon                        | Serenades Records |
| 1999 | Álbum             | As the angels reach the beauty                      | Last Episode      |
| 2001 | Álbum             | Scourge of malice                                   | Last Episode      |
| 2001 | Compilación       | When daylight's gone & Underneath the crescent moon | Last Episode      |
| 2003 | Álbum             | Engraved in black                                   | Nuclear Blast     |
| 2005 | Álbum             | (N)utopia                                           | Nuclear Blast     |
| 2007 | Álbum             | Collateral defect                                   | Nuclear Blast     |
| 2009 | Álbum             | Diabolical Figures                                  | Massacre Records  |
| 2011 | Álbum             | Fragments of Death                                  | Nuclear Blast     |
| 2015 | Álbum             | Ascending Hate                                      | AFM Records       |
| 2023 | Álbum             | Killing innocence                                   | AFM Records       |